# Distrito de Ragh
Ragh o Raghistan (Persa: شهرستان راغستان) es uno de los 29 distritos de la Provincia de Badakhshan, Afganistán. Cuenta con una población de aproximadamente 44.000 personas. Su capital es la ciudad de Ziraki. Una de las características especiales de Raghistan es que todos sus residentes son hablantes puros de persa-darí. Raghistan limita con Tayikistán y con los distritos de Yaftal Bala, Yaftali Sufla, Khwahan, Kuf Ab, Maimay, Shighnan, Arghanj Khwa y Shahri Buzurg de la Provincia de Badajshán.
Los ríos más prominentes de Raghistan son los ríos Yawan, Rawinj, Siab Dasht, Du Dara y Rahe Dara. Solo hay pocas escuelas en Ragh; la mayoría de la gente está ocupada en actividades agrícolas y ganaderas. El distrito sufre de inviernos muy fríos y duros y es propenso a sufrir desastres naturales, como avalanchas, deslizamientos de tierra, terremotos, sequías e inundaciones.
La región es también notoria por sus minas de oro y cuarzo.